# Ali Khalafalla
Ali Ahmad Mahmud Ali Khalafalla, född 13 maj 1996 i Kairo, är en egyptisk simmare.

## Karriär
Khalafalla tävlade för Egypten vid olympiska sommarspelen 2016 i Rio de Janeiro, där han blev utslagen i försöksheatet på 50 meter frisim. Vid olympiska sommarspelen 2020 i Tokyo slutade Khalafalla på 24:e plats på 50 meter frisim och på 30:e plats på 100 meter frisim.
I oktober 2021 vid afrikanska mästerskapen i Accra tog Khalafalla guld på 50 meter frisim, 4×100 meter frisim och 4×100 meter medley samt silver på 50 meter fjärilsim och 4×100 meter mixed frisim.